# Henryk Arctowski
Henryk Bronisław Arctowski, właśc. Henryk Artzt (ur. 15 lipca 1871 w Warszawie, zm. 21 lutego 1958 w Waszyngtonie) – polski geograf, geofizyk, geolog, meteorolog, glacjolog i podróżnik, związany z badaniami krajów polarnych.

## Życiorys
Arctowski urodził się w Warszawie w rodzinie Artztów, których przodkowie przybyli do Polski w XVII wieku z Wirtembergii. Naukę gimnazjalną podjął ok. 1881 w Inowrocławiu, lecz na skutek szykan ze strony Niemców zmuszony był przerwać naukę po trzech latach. Rodzice przenieśli go do belgijskiego Liège i tam ukończył szkołę średnią Athénee. W Liège rozpoczął studia na Wydziale Matematyczno-Przyrodniczym w zakresie matematyki i fizyki (1888), by zdobyć wiedzę z zakresu astronomii, lecz po roku przeniósł się na studia do Paryża. W Paryżu podjął studia z zakresu geologii i chemii w tamtejszym Muzeum Przyrodniczym. Studia te kontynuował na Sorbonie, uczęszczał także na wykłady w Collège de France i w paryskiej Szkole Górniczej. W rezultacie zakres studiów objął chemię z geochemią, petrografią i mineralogią. W 1893 roku rozpoczął pracę na Uniwersytecie w Liège pod kierunkiem profesora Walthera Springa. W tym samym roku dla podkreślenia swojej polskości, Henryk Artzt wystąpił do rządu belgijskiego o zgodę na zmianę swojego nazwiska na Arctowski. W latach 1894–1896 Henryk Arctowski opublikował w Liège 20 artykułów w czasopismach naukowych: „Bulletin de l’Academie Royale de Belgique”, „Zeitschrift fur anorganische Chemie”. Zajmował się wówczas petrologią skał magmowych, a głównie warunkami termodynamicznymi minerałów skałotwórczych.

### Antarktyka
W 1895 roku Arctowski poznał belgijskiego podróżnika, Adriena de Gerlache de Gomery’ego, przygotowującego się na wyprawę antarktyczną na statku Belgica. Arctowski podjął przygotowania do wyprawy. Kolejne dwa lata poświęcił na dodatkowe studia: geologiczne, oceanograficzne w Anglii, meteorologiczne w Anglii i w Belgii, oraz glacjologiczne w Szwajcarii. W celu praktycznego zaznajomienia się z metodami badań oceanograficznych odwiedził w Anglii G. Murraya i J. Buchanana – uczestników wyprawy antarktycznej w 1874 na statku „Challenger”. Korzystał również z konsultacji brytyjskich meteorologów, m.in. Williama Napier Shawa.
Przed wyruszeniem na wyprawę w 1897 roku zgłosił akces polskiego meteorologa Antoniego Dobrowolskiego. Podczas wyprawy Dobrowolski jako asystent Arctowskiego prowadził obserwacje meteorologiczne. De Gerlache opisał wyprawę w swojej książce Piętnaście miesięcy na oceanie antarktycznym, której polskie wydanie w tłumaczeniu Zofii Nałkowskiej ukazało się w 1903 roku.

Po powrocie z wyprawy Arctowski w 1899 roku nie dostał porzuconej wcześniej posady na Uniwersytecie w Liège, więc podjął pracę w Observatoire Royal de Belgique w Uccle (Ukkel) w Belgii, gdzie poświęcił się opracowywaniu materiałów zebranych podczas wyprawy. Badania Arctowskiego obejmowały zagadnienia z zakresu geologii, glacjologii, meteorologii, oceanografii, optyki atmosfery oraz zjawiska zórz polarnych. Arctowski zredagował „Projekt międzynarodowych badań Antarktydy” i przedstawił go na Kongresie Brytyjskiego Stowarzyszenia Popierania Rozwoju Nauki, który odbywał się w angielskim Dover we wrześniu 1899 roku. Podczas rautu na zamku królewskim w Belgii, gdzie zaproszono po powrocie z wyprawy Arctowskiego i Gerlacha, Polak poznał amerykańską śpiewaczkę Arian Jane Addy, którą około 1900 poślubił w Londynie. W latach 1903–1909 kierował stacją meteorologiczną obserwatorium w belgijskim Uccle. W 1907 projektował drugą belgijską wyprawę antarktyczną, ale wyprawa ta nie doszła do skutku. Kolejne ekspedycje wyruszyły na Antarktydę dopiero w 1910. Kierowali nimi Amundsen i Robert Scott. 

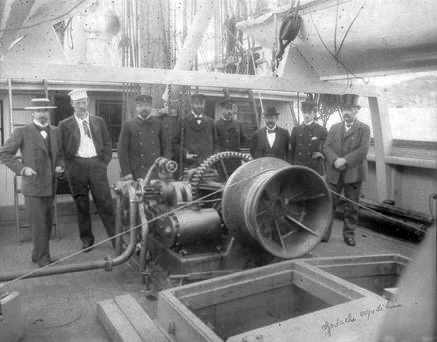
Część członków załogi na pokładzie statku Belgica

### Pobyt w USA
W 1909 roku Arctowski wyjechał do Stanów Zjednoczonych, by uczestniczyć w rozstrzyganiu sporu dotyczącego pierwszeństwa w dotarciu do bieguna północnego przez Fredericka Cooka i Roberta Peary. Arctowski pozostał w USA i zamieszkał w Nowym Jorku. Latem 1910 roku uczestniczył we francuskiej wyprawie na Spitsbergen i Lofoty na statku „Ile-de-France”, następnie przez kolejne osiem lat był dyrektorem działu przyrodniczego Nowojorskiej Biblioteki Publicznej i kontynuował prace badawcze nad zmianami klimatycznymi.

### Polska

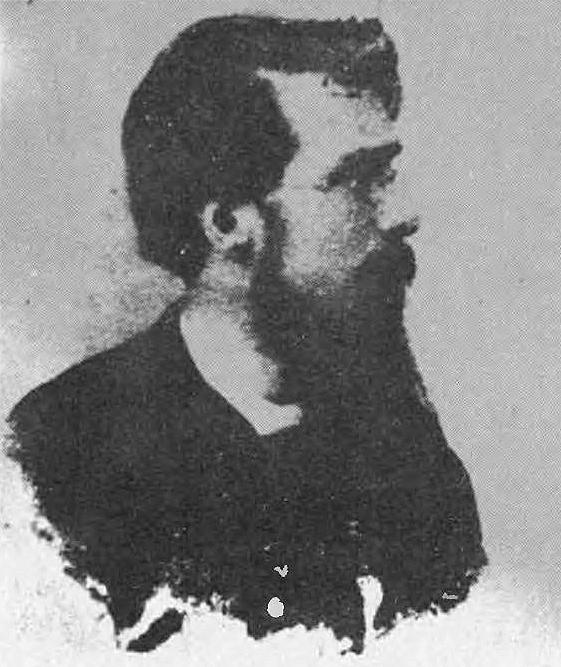
Henryk Arctowski

W 1912 roku Uniwersytet Franciszkański we Lwowie nadał Arctowskiemu godność doktora honoris causa. W Nowym Jorku Arctowski współpracował z „Komisją do Spraw Polski” (Komisja House’a). Od 1912 przez siedem lat pracował w New York Public Library, gdzie był kierownikiem działu przyrodniczego. W 1918 roku opracował „Report on Poland, compiled for the use of the American Delegation to the Peace Conference” – raport składający się z kilkunastu części, omawiający kwestie dotyczące polskiej demografii, rolnictwa, geologii i bogactw naturalnych, industrializacji, wyznań i języków. W latach 1919–1920 przebywał w Paryżu, gdzie udzielał pomocy polskiej delegacji. Podczas konferencji wersalskiej (1919-1920) przekazał stronie amerykańskiej raport dotyczący Polski pt. Raport o Polsce do użytku delegacji amerykańskiej na konferencję pokojową (później jego wkład w ustalenie granic Polski i na rzecz propagandy sprawy polskiej docenił prof. Eugeniusz Romer). Po odzyskaniu przez Polskę niepodległości Arctowski wrócił do ojczyzny. Od premiera Ignacego Paderewskiego otrzymał propozycję objęcia stanowiska ministra oświaty (Ministerstwo Wyznań Religijnych i Oświecenia Publicznego), lecz jej nie przyjął. O Arctowskiego zabiegały wówczas dwa polskie uniwersytety: Uniwersytet Jana Kazimierza we Lwowie, oraz Uniwersytet Warszawski. Arctowski wybrał uniwersytet we Lwowie i wkrótce zorganizował tam Katedrę Geofizyki i Meteorologii, która następnie przekształciła się w Instytut Geofizyki i Meteorologii. Kierował nim do 1939. W tym czasie opublikował wraz ze swym zespołem ponad 130 prac naukowych. W latach 1921–1939 ukazało się 10 tomów „Komunikatów Instytutu Geofizyki i Meteorologii UJK” – wydawnictwa, którego Arctowski był redaktorem naczelnym. W 1935 został członkiem Polskiej Akademii Umiejętności. W roku akademickim 1927/1928 pełnił funkcję dziekana Wydziału Matematyczno-Przyrodniczego UJK. W styczniu 1938 wraz z innymi profesorami UJK podpisał się pod protestem przeciwko wprowadzonemu gettu ławkowemu na tej uczelni. We Lwowie zamieszkiwał wraz z żoną na czwartym piętrze nowego gmachu UJK. W czerwcu lub sierpniu 1939 jako prezydent Międzynarodowej Komisji Zmian Klimatu wyjechał na Kongres Międzynarodowej Unii Geodezyjno-Geofizycznej w Waszyngtonie. Wybuch II wojny światowej uniemożliwił mu powrót do Polski.

### Ponowny pobyt w USA

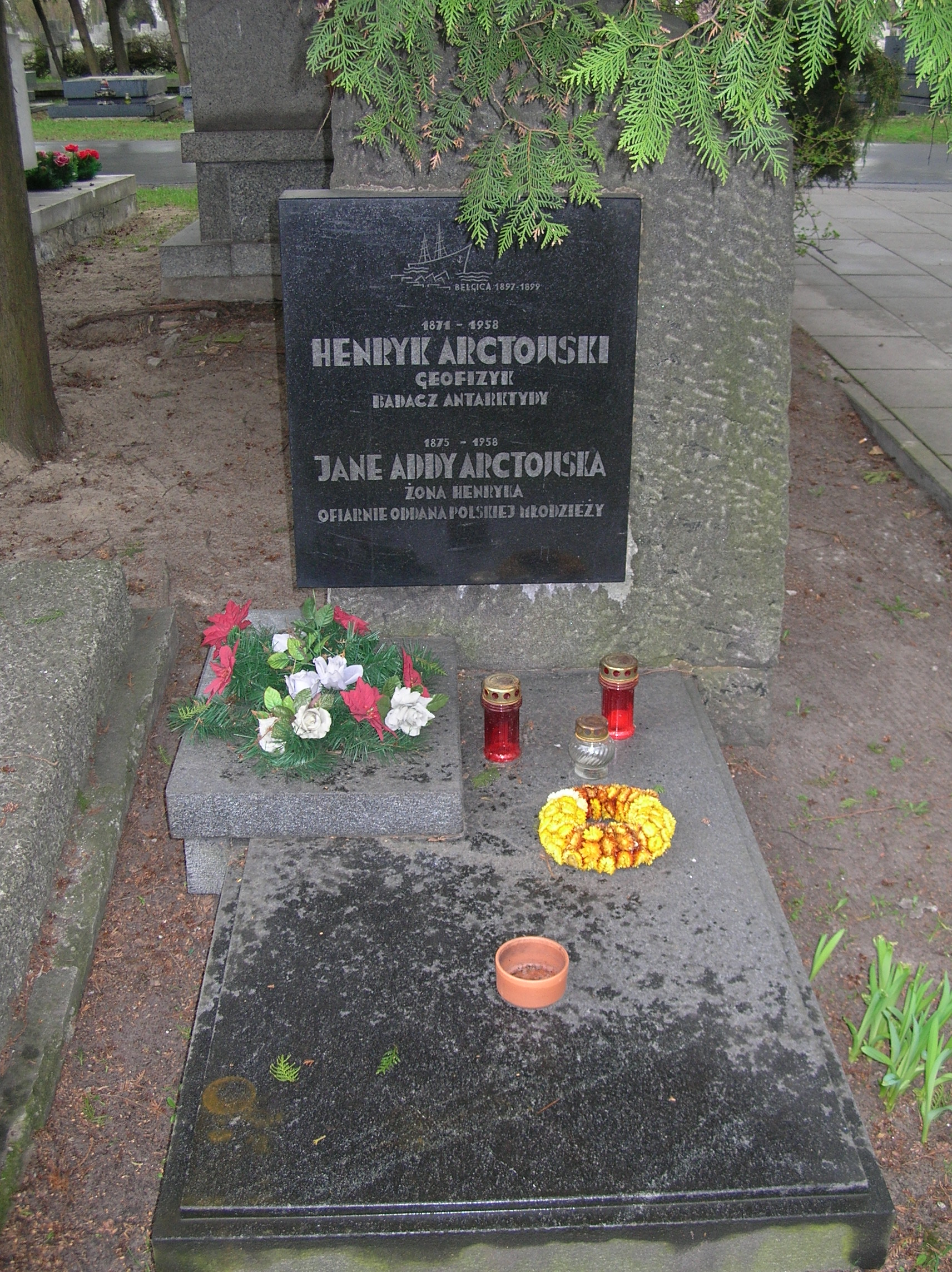
Grób Henryka i Jane Arctowskich

W Waszyngtonie Arctowski przyjął propozycję pracy w Smithsonian Institution (obserwatorium astronomiczne w Waszyngtonie). Z tą instytucją był związany w latach 1939–1950. Prowadził tam badania promieniowania słonecznego, a w szczególności zmian stałej słonecznej i ich wpływ na zmiany pogody. 23 lipca 1940 roku Henryk Arctowski wraz z żoną otrzymali obywatelstwo amerykańskie. W 1945 roku nawiązał współpracę z polskimi instytucjami naukowymi. Był członkiem zwyczajnym Polskiego Towarzystwa Geologicznego. W 1950 zrezygnował z pracy w Smithsonian Institution ze względu na zły stan zdrowia. Przeprowadził się do Nowego Jorku (1953), później na Florydę (1954), a w 1957 wrócił do Waszyngtonu. Tam zmarł 21 lutego 1958. Zgodnie z wolą wyrażoną w testamencie oraz późniejszym staraniem Polskiej Akademii Nauk prochy Henryka Arctowskiego i jego żony Jane (zm. wkrótce po nim 4 maja 1958) zostały przewiezione do Polski i pochowane na Cmentarzu Wojskowym na Powązkach w Warszawie (kwatera B2-13-30).

## Publikacje
Lista publikacji Henryka Arctowskiego przekracza znacznie 300 pozycji. Prawdopodobnie było ich łącznie ponad 400, m.in. w języku angielskim i francuskim. Prezentowały one wyniki badań polarnych oraz opisywały przebieg wypraw.

## Ordery i odznaczenia
- Krzyż Komandorski Orderu Odrodzenia Polski (9 listopada 1926)[18]

## Upamiętnienie
- Nazwisko profesora Arctowskiego zostało przez badaczy upamiętnione w wielu nazwach geograficznych[19]. W Arktyce na Spitsbergenie jest: Góra Arctowskiego (78°10’N, 16°30’E) i Lodowiec Arctowskiego, a na Antarktydzie: Półwysep Arctowskiego (64°45’S, 62°25’W), Zatoka Arctowskiego (62°09’S, 58°29’W), Nunatak Arctowskiego (65°06’S, 60°00’W) oraz Góry Arctowskiego (62°01’-62°03’S, 58°05’-58°15’W) i Góra Arctowskiego (74°44’S, 61°28’W). Nazwiskiem profesora nazwano także główny lodowiec Wyspy Króla Jerzego w archipelagu Szetlandów Południowych – Kopułę Arctowskiego.

- Stacja badawcza zlokalizowana na Wyspie Króla Jerzego w archipelagu Szetlandów Południowych (62°09’S, 58°28’ W) otrzymała w 1978 roku nazwę Polska Stacja Antarktyczna im. Henryka Arctowskiego[2][5].

- Jedna z ulic na wrocławskim osiedlu Grabiszyn-Grabiszynek nosi imię Henryka Arctowskiego, będąc zlokalizowaną w otoczeniu innych ulic upamiętniających polskich badaczy. Również w Warszawie od 1977, na terenie obecnej dzielnicy Ursynów, znajduje się ulica imienia tego badacza[20].

- W 1973 Poczta Polska wydała znaczek z wizerunkiem prof. H. Arctowskiego o wartości 1 zł (numer katalogowy 2133) w ramach serii pt. „Uczeni polscy”[21].
- Marynarka Wojenna nadała swojemu, zwodowanemu w 1982 roku, okrętowi hydrograficznemu nazwę ORP Arctowski[22].
- W dniu 19 września 2007 Narodowy Bank Polski wprowadził do obiegu monety, przedstawiające Henryka Arctowskiego i Antoniego B. Dobrowolskiego, o nominałach: 10 zł – wykonaną stemplem lustrzanym w srebrze, 2 zł – wykonaną stemplem zwykłym w stopie Nordic Gold[23].
- W 2021 r. z okazji 150. rocznicy urodzin Arctowskiego Poczta Polska wyemitowała w nakładzie 120 tys. sztuk upamiętniający go znaczek pocztowy o nominale 3,30 zł[24].
- W 2024 r. ukazała się pierwsza biografia uczonego pt. „Henryk Arctowski. W świecie myśli” autorstwa Dagmary Bożek i Katarzyny Dąbkowskiej[25].

### Fundacja im. H. Arctowskiego
Część majątku odziedziczonego przez Arian Jane Addy-Arctowską, Arctowscy przeznaczyli na ustanowienie Fundacji im. H. Arctowskiego w Narodowej Akademii Nauk Stanów Zjednoczonych. Począwszy od roku 1969, co trzy lata Fundacja przyznaje nagrodę i Medal Arctowskiego za wybitne osiągnięcia w badaniach heliofizyki i w badaniach zależności Słońce – Ziemia.